# Nicolai Reshetikhin
Nicolai Yourevich Reshetikhin (en russe : Николай Юрьевич Решетихин, né le 10 octobre  1958 à Leningrad, en Union soviétique) est un physicien mathématicien, professeur de mathématiques à l'université de Californie à Berkeley.

## Biographie
Reshetikhin obtient sa licence et sa maîtrise à l'université de Leningrad  en 1982, et son doctorat à l' Institut de mathématiques Steklov en 1984 sous la direction de Ludvig Faddeev et Petr Kulish avec une thèse intitulée « Analytical Bethe Ansatz ». Il est professeur de mathématiques à l'université de Californie à Berkeley et professeur de physique mathématique (en visite) à l'université d'Amsterdam (Institut de mathématiques Korteweg-de Vries). En hiver 2021, il est professeur à l'université Tsinghua

## Recherche
Ses recherches portent sur la topologie en basses dimensions, la théorie des représentations et plus particulièrement les groupes quantiques. Ses principales contributions concernent la théorie des systèmes quantiques intégrables, la théorie des représentations des groupes quantiques et la topologie quantique. Dans ce domaine, il a été dans les années 1980 l'un des pionniers (avec Vaughan Jones, Edward Witten, Vladimir Touraïev) de la topologie quantique, qui fournit par exemple des invariants pour les nœuds dans la topologie géométrique tridimensionnelle ; il a construit avec Vladimir Touraïev des invariants de 3-variétés (en) dans le but de décrire la théorie quantique des champs dite la théorie de Chern-Simons introduite par Edward Witten.

## Prix et distinctions
- En 1988, il remporte le prix des jeunes mathématiciens de la Société mathématique de Saint-Pétersbourg.
- En 1990, il est conférencier invité au Congrès international des mathématiciens à Kyōto (Invariants of Links and 3-manifolds related to quantum groups).
- De 1992 à 1994, il est Sloan Research Fellow.
- En 2008, il a donné une conférence plénière au Congrès européen de mathématiques à Amsterdam (Topological quantum field theory- 20 years later)
- En 2010, il a donné une conférence plénière au Congrès international des mathématiciens de Hyderabad[3] avec pour titre  On Mathematical Problems in Quantum Field Theory.
- Il a été élu fellow de l'American Mathematical Society, dans la classe de 2022, « pour ses contributions à la théorie des groupes quantiques, des systèmes intégrables, de la topologie et de la physique quantique »[4].
- À l'occasion de son 60e anniversaire est paru chez Springer une Festschrift[5].

## Publications (sélection)
- Olga Postnova et Nicolai Reshetikhin, « On multiplicities of irreducibles in large tensor product of representations of simple Lie algebras », Letters in Mathematical Physics, vol. 110,‎ 2020, p. 147–178.
- Nicolai Reshetikhin, Jasper Stokman et Bart Vlaar, « Integral solutions to boundary quantum Knizhnik–Zamolodchikov equations », Advances in Mathematics, vol. 323,‎ 7 janvier 2018, p. 486-528 (DOI 10.1016/j.aim.2017.10.041).
- Nicolai Reshetikhin et Vladimir Gueorguievitch Turaïev, « Invariants of 3-manifolds via link polynomials and quantum groups », Invent. Math., vol. 103, no 3,‎ 1991, p. 547-597 (zbMATH 0725.57007).
- Ludvig Faddeev, Nicolai Reshetikhin et Leon Takhtajan (en), « Quantization of Lie groups and Lie algebras », Leningrad Math. Journal, vol. 1,‎ 1990, p. 193–225.